# 東京日野自動車
東京日野自動車株式会社（とうきょうひのじどうしゃ）は東京都港区に本社を置いていた日野自動車の自動車ディーラー。2021年7月に南関東日野自動車に合併された。

## 概説
東京日野自動車は東京都と埼玉県を管轄するトラック・バス専門の自動車ディーラーで、1950年に関東日野ヂーゼルとして創業した。1959年に東京日野ヂーゼルに改称、1960年代にかけて関東および東北の販売会社を分割、1967年に東京日野自動車に改称された。1968年に多摩日野自動車を、2001年に北東京日野自動車を、2004年に埼玉日野自動車を統合して合併前の体制が構築された。
2021年に横浜日野自動車と千葉日野自動車を統合することを発表、7月1日に南関東日野自動車として合併、旧・東京日野の営業エリアは同社の東京支社・埼玉支社となる。南関東日野の本社は旧・東京日野の本社に置かれ、社長の桑原優が南関東日野の代表取締役会長に就く。

## 拠点
合併前の2021年6月末時点の拠点は下記のとおり。
東京都区部
- 江戸川支店
- 足立支店
- 板橋支店（旧・北東京日野自動車本社）
- 六郷支店
- 京浜島車検センター

東京都多摩地域
- 八王子支店（旧・多摩日野自動車本社）
- 瑞穂支店

埼玉県
- 川口支店
- 大宮支店
- 朝霞支店
- 新狭山支店
- 熊谷支店
- 松伏支店
- 秩父工場